# Stuyvesant Square
Stuyvesant Square é um parque e sua vizinhança no borough de Manhattan em Nova York. O parque está localizado entre a rua 15, rua 17, Rutherford Place e Nathan D. Perlman Place (antigo Livingston Place). A Segunda Avenida divide o parque em duas metades, leste e oeste, e cada metade é cercada por uma cerca original de ferro fundido.
O bairro é aproximadamente delimitado pela rua 14 ao sul, 18 e 19 ao norte, pela Primeira Avenida a leste e pela Terceira Avenida a oeste. Faz parte do Manhattan Community Board 6.

## Geografia
O Manhattan Community Board 6 não marca os limites da vizinhança em seu mapa, mas centra o "Stuyvesant Park" na área ao sul da rua 20, ao norte da rua 14, a leste da Terceira Avenida e a oeste da Primeira Avenida. Em documentos da cidade, o setor censitário 48.97 da cidade de Nova York (mais tarde conhecido como trato 48) foi usado como uma referência para o Parque Stuyvesant. A leste do bairro fica Stuyvesant Town, a oeste está a área da Union Square e ao sul fica o East Village.

## História
Em 1836, Peter Gerard Stuyvesant (1778-1847) - o tataraneto de Peter Stuyvesant - e sua esposa Helen (ou Helena) Rutherfurd reservaram quatro acres da fazenda Stuyvesant e os venderam por cinco dólares simbólicos para a cidade de Nova York como um parque público, originalmente chamado de Holland Square, com a condição de que a cidade de Nova York construísse uma cerca ao seu redor. Com o passar do tempo, porém, nenhuma cerca foi construída e, em 1839, a família de Stuyvesant processou a cidade para que encerrasse o terreno. Só em 1847 a cidade começou a melhorar o parque erguendo a magnífica cerca de ferro fundido de 2.800 pés de comprimento, que ainda permanece como a cerca de ferro fundido mais antiga da cidade de Nova York. (A cerca mais antiga de Nova York, porém, é a que está em torno Bowling Green.) Em 1850, duas fontes completaram o paisagismo, e o parque foi formalmente aberto ao público. O espaço público se juntou a St. John's Square (não mais existente), e aos mais recentes Washington Square Park e o privado Gramercy Park como praças residenciais em torno das quais se esperava que os melhores bairros de Nova York fossem construídos.

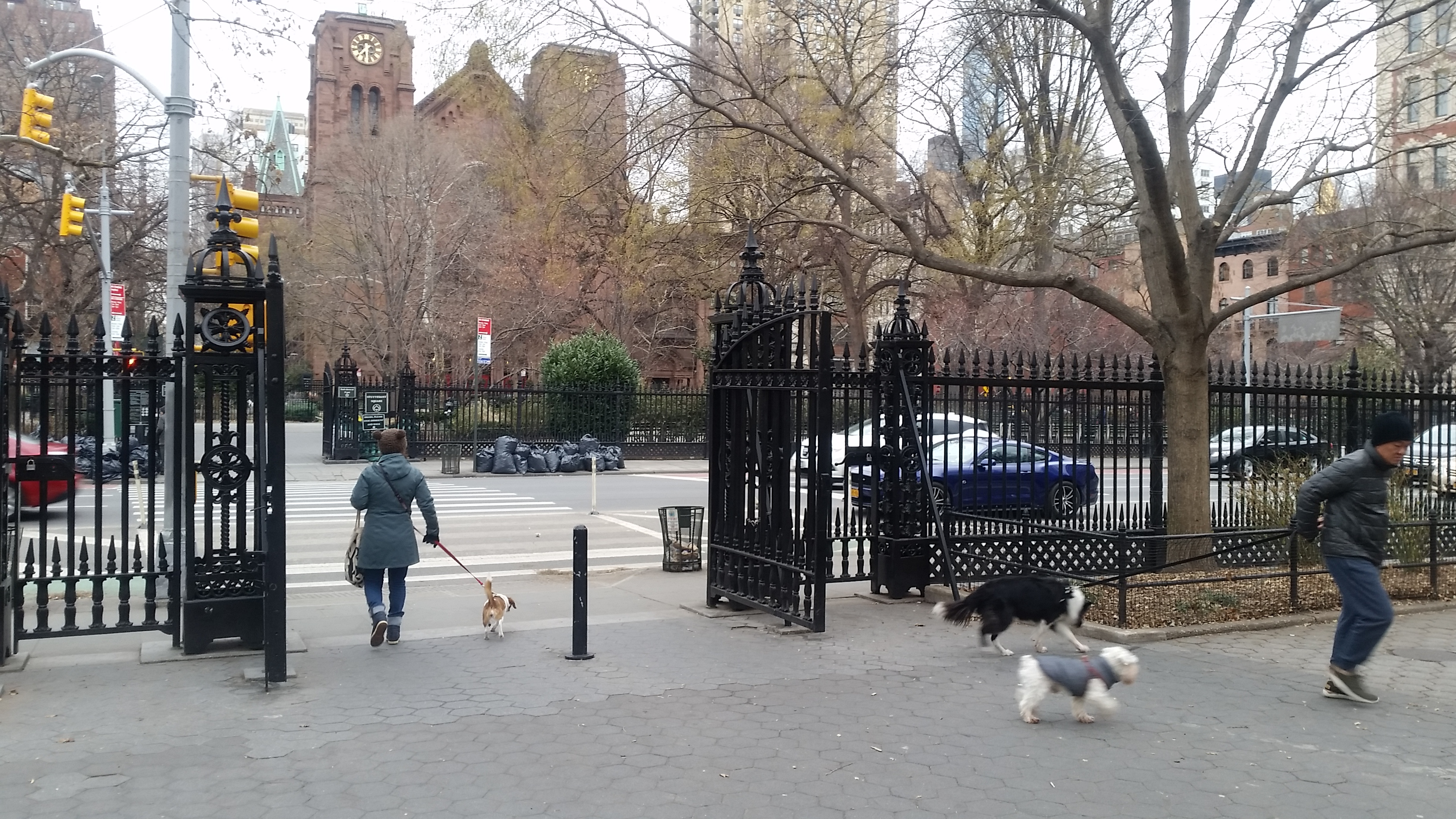
Parte da cerca de ferro, com a Basílica de fundo.

No início do século XX, a Stuyvesant Square estava entre os endereços mais elegantes da cidade. O edifício Stuyvesant, no número 17 da Livingston Place, na extremidade leste da Praça, era o lar de celebridades como o editor George Putnam, editor da Harper's Bazaar, Elizabeth Jordan e Elizabeth Custer, a viúva do general George Armstrong Custer.
A inauguração da Igreja de São Jorge, localizada na Rutherford Place com a rua 16 (construída em um terreno obtido de Peter Stuyvesant, 1848-1856; incendiado em 1865; remodelado em 1897) e a Friends Meeting House and Seminary (ao sudoeste) (1861, Charles Bunting) atraíram mais residentes para a área ao redor do parque. As primeiras casas existentes no distrito, no estilo renascentista grego, datam de 1842-43, quando o desenvolvimento residencial da cidade estava se movendo para o norte da rua 14, mas o maior crescimento na área ocorreu na década de 1850. Casas elegantes ainda estavam sendo construídas até 1883, quando a Sidney Webster House de Richard Morris Hunt no número 245 Leste da rua 17 - agora a sinagoga do East End Temple - foi concluída, mas os imigrantes alemães e irlandeses começaram a se mudar para novas casas geminadas e brownstones na vizinhança, seguidos por imigrantes judeus, italianos e eslavos. [2] [16]
Além do Beth Israel, outros hospitais também estavam localizados no bairro. A Enfermaria de Mulheres e Crianças de Nova York foi fundada no número 321 da Rua 15 pela médica pioneira, Dra. Elizabeth Blackwell. O New York Lying-In Hospital na Segunda Avenida com a rua 17, agora é um condomínio, mas o Hospital for Joint Diseases, uma unidade do NYU Medical Center, está localizado do outro lado da avenida. Outros hospitais agora inexistentes incluem o Hospital Memorial William Booth do Exército de Salvação, o Manhattan General e o Hospital St. Andrew's Convalescent. Por causa do número de hospitais no distrito, havia muitos consultórios médicos nas ruas laterais, junto com charlatães e parteiras que atacavam a população de imigrantes da área. [16]

## Parque
O Stuyvesant Square Park, como muitos outros parques da cidade, foi amplamente reabilitado de uma maneira mais populista durante a década de 1930, quando o plano do século XIX foi modificado pelo arquiteto paisagista Gilmore D. Clarke, e pelo Comissário de Parques Robert Moses, que adicionaram áreas de descanso, playgrounds e outras amenidades construídas. O parque foi reaberto em 1937; A década de 1980 viu as restaurações das duas fontes de 1884, a preservação da cerca de ferro fundido e a retransmissão das calçadas de pedra azul original em duas elipses, com gramados renovados, arbustos e canteiros de flores. Algumas árvores velhas, olmos ingleses e tílias de folha pequena, ainda florescem.
O parque é operado e mantido pelo Departamento de Parques e Recreação da Cidade de Nova York. A Stuyvesant Park Neighbourhood Association trabalha em nome dos clientes do parque nos bairros vizinhos para preservar a beleza histórica do parque.

## Área circundante
Diretamente ao redor da praça, no bairro de mesmo nome, estão a Friends Meeting House and Seminary e a St. George's Episcopal Church - que já foi frequentada por JP Morgan - ambas na Rutherford Place. No lado leste fica o Centro Médico Beth Israel - parte do qual, a Instalação Residencial de Tratamento Robert Mapplethorpe para pacientes com AIDS, foi construída no local da casa do compositor boêmio Antonín Dvořák em 1893, no número 327 dua rua 17. Perto dali, dentro do bairro, fica a velha Stuyvesant High School, ainda em uso educacional como o "Old Stuyvesant Campus". A Stuyvesant Park Neighborhood Association atende residentes da rua 14 ao norte, rua 23 e Stuyvesant Town a oeste em direção a Irving Place e Gramercy Park.
A praça e seus arredores imediatos foram designados como Stuyvesant Square Historic District em 1975. A Friends Meeting House, St. George's e Stuyvesant High School são todos marcos da cidade de Nova York, designados em 1967, 1969 e 1997, respectivamente, assim como as três casas geminadas de tijolo italiano com amplos pátios frontais e varandas de ferro fundido em 326, 328 e 330 da rua 18, construídas em 1852-1853 por iniciativa de Cornelia Stuyvesant Ten Broeck.